# Sábado

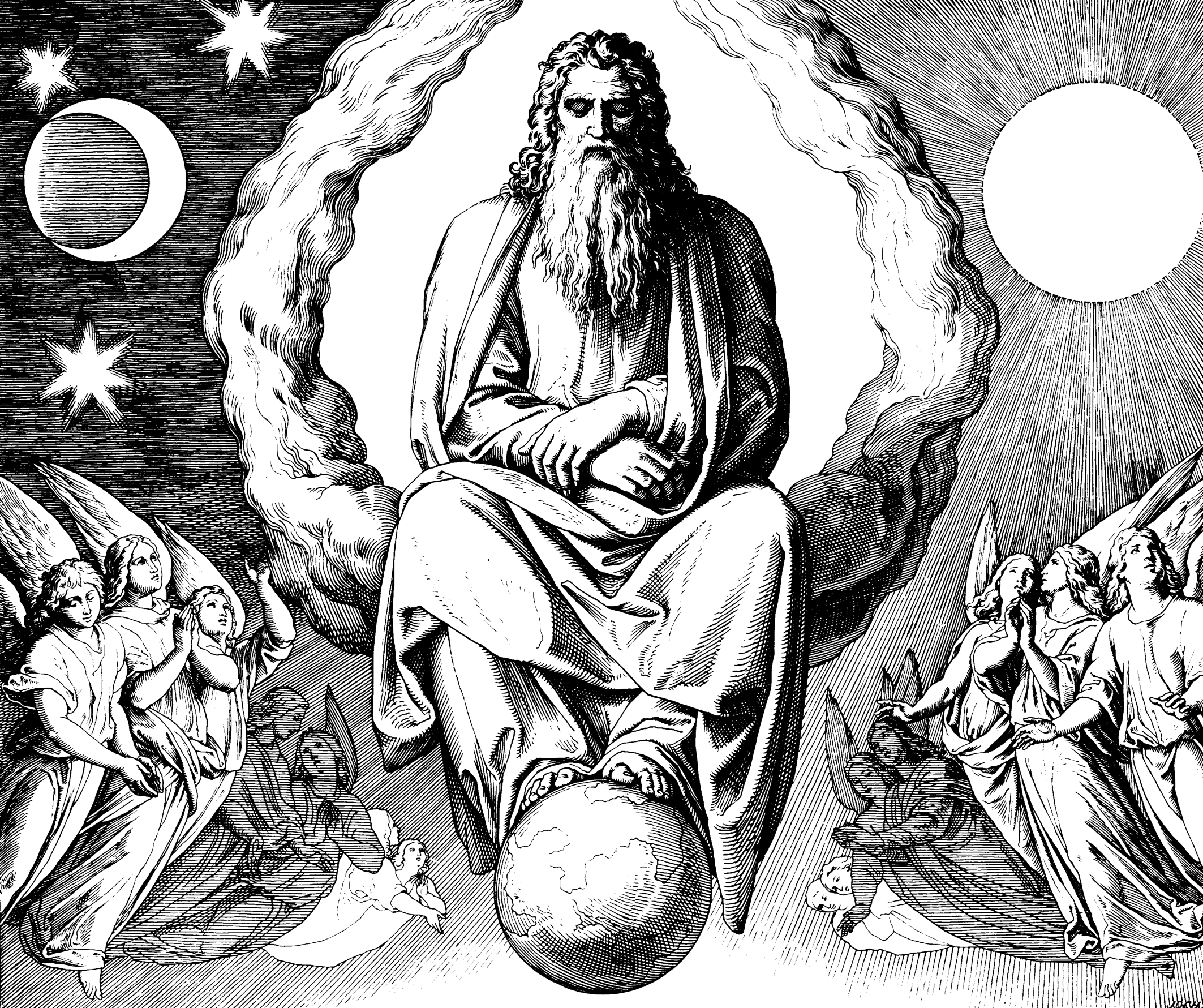
Estampa en la que aparece Yahvé descansando sobre la Tierra, en La Biblia en imágenes (1851-1860), de Julius Schnorr von Carolsfeld (1794-1872).

El sábado es el sexto día de la semana civil y el séptimo de la semana litúrgica en la mayoría de las tradiciones cristianas. Es un día festivo en el judaísmo Está situado entre el viernes y el domingo. Para lo perteneciente o relativo al sábado, o lo ejecutado durante su transcurso, se acostumbra usar los adjetivos: «sabático» y «sabatino».

## Etimología
El vocablo castellano «sábado» proviene del latín bíblico sabbătum, este del griego σάββατον (sábbaton), este del hebreo יום השבת (shabat), «reposo», «día de reposo», que deriva del verbo shâbath: «cesar [de trabajar]», «descansar», «guardar el sábado», y este del acadio šabattum, «descanso». Viene de sa bot en sumerio: calma el corazón.
En el siglo IV el vocablo sabbatum sustituyó al romano dies Saturnii, que significa "Día de Saturno". 
Los pueblos germánicos adaptaron el sistema introducido por los romanos, pero reemplazaron a los dioses romanos por sus propios dioses en un proceso conocido como interpretatio germanica. En el caso del sábado, sin embargo, el nombre romano fue tomado prestado directamente por los pueblos germánicos occidentales (como se puede ver en la palabra inglesa Saturday y la palabra neerlandesa Zaterdag), aparentemente porque ninguno de los dioses germánicos era considerado contraparte del dios romano Saturno. 
Por ello en inglés y otras lenguas relacionadas, y en latín, Saturday sigue haciendo referencia a Saturno.
El nórdico antiguo y el alto alemán no tomaron prestado el nombre del dios romano (como se puede ver en la palabra islandesa laugardagur y la palabra alemana Samstag).
En japonés, la palabra para sábado es 土曜日 (doyōbi), que significa 'día del suelo' y está asociada con (dosei): Saturno (el planeta), que literalmente significa 'estrella del suelo'. El elemento Tierra también estaba asociado con el planeta Saturno en la astrología y la filosofía chinas.
Estos son algunos de los nombres que recibe el sábado en distintos idiomas:
| Idioma          | Nombre                                       | Etimología                                                     |
| alemán          | Samstag, Sonnabend (lit. víspera de domingo) | día del sabbat                                                 |
| aimara          | sawaru                                       | día del sabbat                                                 |
| véneto          | sabo                                         | día del sabbat                                                 |
| español         | sábado                                       | día del sabbat                                                 |
| tagalo          | sábado                                       | día del sabbat                                                 |
| catalán         | dissabte                                     | día del sabbat                                                 |
| francés         | samedi                                       | día del sabbat                                                 |
| gallego         | sábado                                       | día del sabbat                                                 |
| indonesio       | sabtu                                        | día del sabbat                                                 |
| italiano        | sabato                                       | día del sabbat                                                 |
| leonés          | sábadu                                       | día del sabbat                                                 |
| polaco          | sobota                                       | día del sabbat                                                 |
| rumano          | sâmbătă                                      | día del sabbat                                                 |
| ruso            | суббота                                      | día del sabbat                                                 |
| portugués       | sábado                                       | día del sabbat                                                 |
| ucraniano       | субота                                       | día del sabbat                                                 |
| asturiano       | sábadu                                       | día del sabbat                                                 |
| griego moderno  | Σάββατο                                      | día del sabbat                                                 |
| árabe           | السبت (as-sabt)                              |                                                                |
| hebreo          | שבת (shabbat)                                | «descansar» o «cese al trabajo»                                |
| anglosajón      | sæternesdæg                                  | día de Saturno                                                 |
| gaélico         | satharn                                      | día de Saturno                                                 |
| galés           | sadwrn                                       | día de Saturno                                                 |
| neerlandés      | zaterdag                                     | día de Saturno                                                 |
| inglés          | Saturday                                     | día de Saturno                                                 |
| latín           | díes saturni                                 | día de Saturno                                                 |
| japonés coreano | 土曜日 (doyōbi) 토요일 (toyoil)              | día de la tierra                                               |
| danés           | lørdag                                       | día de bañarse, día de lavar (la ropa)                         |
| finlandés       | lauantai                                     | día de bañarse, día de lavar (la ropa)                         |
| islandés        | laugardagur                                  | día de bañarse, día de lavar (la ropa)                         |
| noruego         | laurdag/lørdag                               | día de bañarse, día de lavar (la ropa)                         |
| sueco           | lördag                                       | día de bañarse, día de lavar (la ropa)                         |
| chino           | 星期六 (xīng qī liù)                         | sexto día de la semana                                         |
| quechua         | k'uychichaw o samanchay                      | día del arcoíris, día del descanso                             |
| Náhuatl         | tlaloctitonal                                |                                                                |
| euskera         | larunbat, zapatu                             | Proviene de lauren bat, «cuarto de luna», Día de la media luna |
| esperanto       | sabato                                       |                                                                |

## Cambio de sábado a domingo
El 7 de marzo del 321, el emperador romano Constantino I el Grande decretó que el domingo, «venerable día del sol», más tarde nombrado por la iglesia católica como «el día del Señor», fuera considerado como día de descanso para jueces, plebe y oficios, —«día de reposo»—, en tanto que los campesinos continuarían trabajandoː

Descansen todos los jueces, la plebe de las ciudades, y los oficios de todas las artes el venerable día del sol. Pero trabajen libre y lícitamente en las faenas agrícolas los establecidos en los campos, pues acontece con frecuencia, que en ningún otro día se echa el grano a los surcos y se plantan vides en los hoyos más convenientemente, a fin de que con ocasión del momento no se pierda el beneficio concedido por la celestial providencia.
Código de Justiniano, libro 3, título 12, párrafo 2 (3)

El emperador Constantino, en el año 321, fue el primero que ordenó una rigurosa observación del domingo, prohibiendo toda clase de negocios jurídicos, ocupaciones y trabajos; únicamente se permitía a los labradores que trabajaran los domingos en faenas agrícolas, si el tiempo era favorable. Una ley posterior del año 425 prohibió la celebración de toda clase de representaciones teatrales, y finalmente en el siglo VIII se aplicaron en todo su rigor al domingo cristiano las prohibiciones del sábado judaico.
«Domingo», artículo en el Diccionario enciclopédico hispanoamericano

Según el texto Catecismo doctrinal, el Concilio de Trento transfirió en 1566 el descanso al primer día: «Complace a la Iglesia de Dios que la celebración religiosa del día sabbat se debe transferir al Día del Señor: el domingo».
Tiempo antes de Constantino, Ignacio de Antioquía, cristiano de la iglesia primitiva, declara en una carta lo siguiente sobre el día domingoː

Ahora bien, si los que se habían criado en el antiguo orden de cosas vinieron a la novedad de esperanza, no guardando ya el sábado, sino viviendo según el domingo, día en que también amaneció nuestra vida por gracia del Señor y mérito de su muerte, misterio que algunos niegan, siendo así que por él recibimos la gracia de creer y por él sufrimos, a fin de ser hallados discípulos de Jesucristo, nuestro solo Maestro, ¿cómo podemos nosotros vivir fuera de Aquel a quien los mismos profetas, discípulos suyos que eran ya espíritu, le esperaban como su Maestro? Y por eso, el mismo a quien justamente esperaban, venido que fue, los resucitó de entre los muertos... Absurda cosa es llevar a Jesucristo entre vosotros y vivir judaicamente. Porque no fue el cristianismo el que creyó en el judaísmo, sino el judaísmo en el cristianismo, en el que se ha congregado toda lengua que cree en Dios.

En la actualidad, si bien para programaciones laborales se toma por "comodidad" el lunes como primer día de la semana, algunos calendarios continúan indicando que el domingo es el primer día y el sábado el séptimo.
En Samoa, por decreto, se adelantó un día su calendario, por lo que el sábado pasó a ser domingo, teniendo el mismo calendario que los países vecinos del lado occidental. De esta manera, la mayoría de los Adventistas del Séptimo Día, reconocidos por defender la observancia del sábado, decidieron guardar el día llamado domingo en ese país, así como ocurre en Tonga. No obstante, un pequeño sector se adaptó al nuevo sábado, manteniendo el debate. Sin embargo, la Biblia enseña a no contender por palabras, en lo cual hay disolución.[cita requerida]

## Sábado en la Biblia
Según la Biblia, el sábado es el séptimo y último día de la semana, Génesis 2:2-3. De hecho es el único día mencionado por un nombre. El resto son nombrados por su orden en la semana: el domingo es el primer día (Mateo 28:1), el lunes es el segundo, y así sucesivamente, como se siguen nombrando en portugués.
Algunas confesiones cristianas poseen la creencia de que el sábado es el único día de reposo y lo relacionan con los diez mandamientos, diciendo que el reposo sabático es el cuarto mandamiento. 
Entre estas denominaciones se encuentra la Iglesia Adventista del Séptimo Día, la Bautista del Séptimo Día, la Iglesia de Dios (Israelita), la Iglesia Israelita del Nuevo Pacto en Chile, Perú y Argentina, los Soldados de la Cruz de Cristo y los Hijos de Sion en Chile. Hay quienes creen que todas ellas están basadas en el libro de Levítico, donde señala:

«Habló Jehová a Moisés, diciendo: Habla a los hijos de Israel y diles: Las fiestas solemnes de Jehová, las cuales proclamaréis como santas convocaciones, serán éstas: Seis días se trabajará, mas el séptimo día será de reposo, santa convocación; ningún trabajo haréis; día de reposo es de Jehová en dondequiera que habitéis».
Levítico 23:2-3 Reina Valera, 1909

Sin embargo, estos cristianos se basan en el libro del Éxodo cap. 20 en donde se detallan los diez mandamientos entre los versos 3-17. Refiriéndose al día de reposo, en la Biblia versión Reina-Valera se dice:

Acuérdate del día de reposo para santificarlo. Seis días trabajarás, y harás toda tu obra; mas el séptimo día es reposo para Jehová tu Dios; no hagas en él obra alguna, tú, ni tu hijo, ni tu hija, ni tu siervo, ni tu criada, ni tu bestia, ni tu extranjero que está dentro de tus puertas. Porque en seis días hizo Jehová los cielos y la tierra, el mar, y todas las cosas que en ellos hay, y reposó en el séptimo día; por tanto, Jehová bendijo el día de reposo y lo santificó.
Ëxodo 20:8-11 Reina Valera, 1909

Si comparamos esta cita con su original, vemos que en Éxodo 8 la Torá dice «Zajor et-yom haShabat lekadshó», lo cual se traduce «Acuérdate del día del sábado para santificarlo». (https://www.shalomhaverim.org/shemot_en_espanol_cap.20.htm)

Si retrajeres del sábado tu pie, de hacer tu voluntad en mi día santo, y al sábado llamares delicias, santo, glorioso de Jehová; y lo venerares, no haciendo tus caminos, ni buscando tu voluntad, ni hablando tus palabras."
Isaías 58:13 Reina Valera, 1909

Tú hablarás a los hijos de Israel y les dirás: “En verdad vosotros guardaréis mis sábados, porque es una señal entre mí y vosotros por vuestras generaciones, para que sepáis que yo soy Jehová que os santifico."
Éxodo 31:13 Reina Valera, 1909

Porque como los cielos nuevos y la nueva tierra que yo hago permanecerán delante de mí, dice Jehová, así permanecerá vuestra descendencia y vuestro nombre. Y de mes en mes, y de sábado en sábado, vendrán todos a adorar delante de mí»,dice Jehová.
Isaías 66:22-23 Reina Valera, 1909

La traducción de los antiguos libros que hicieran Casiodoro de Reina en el año de 1569, lo que luego se llamó la Biblia del oso, y las correcciones que hiciera Cipriano de Valera en el año 1602 a la Biblia llamada La Biblia del Cántaro, ambos escritos redactados en castellano antiguo, tanto en el Antiguo como en el Nuevo Testamento no existe la palabra «sábado», por lo que se deja ver que la nomenclatura de los días es muy posterior a la redacción de los primeros libros del Antiguo Testamento.

### Otros datos
- Según una antigua costumbre de la Iglesia católica, este día está dedicado a venerar a la Virgen María.[13]

## Sábado en la iglesia ortodoxa
Los Sábados de Almas son los días en los que la liturgia ortodoxa prevé oraciones por los difuntos. Estos son:
- el sábado anterior a San Demetrio (26 de octubre).
- el tercer y cuarto sábado de la Gran Cuaresma.
- Sábado, víspera de Pentecostés.

Sábado del Acatisto: Quinto y último sábado de la Gran Cuaresma en la Iglesia Ortodoxa.

## Sábado en el judaísmo
El sábado (en hebreo: שבת Shabat) es el día sagrado de los israelitas, que el Dios de la Biblia pidió a los hebreos que santificaran, en los Diez Mandamientos y en muchos otros lugares de la biblia Los judíos lo consideran como el memorial de la Creación (el séptimo día del Génesis), y como un día de descanso sagrado (Shabat), fuera del tiempo y de las contingencias materiales, propicio para la regeneración del alma; Es un día preeminente en el calendario hebreo. Se celebra entre la puesta del sol del viernes y la puesta del sol del sábado, según la forma bíblica de contar los días.

## Sábado en el Islam
El sábado se llama Youm as-sabt o Youm el Effabt en el Islam.

## Sábado en la religión yazidí
La religión yazidí considera que Dios creó al ángel Uriel el séptimo día de la semana, un sábado.

## El sábado en el arte

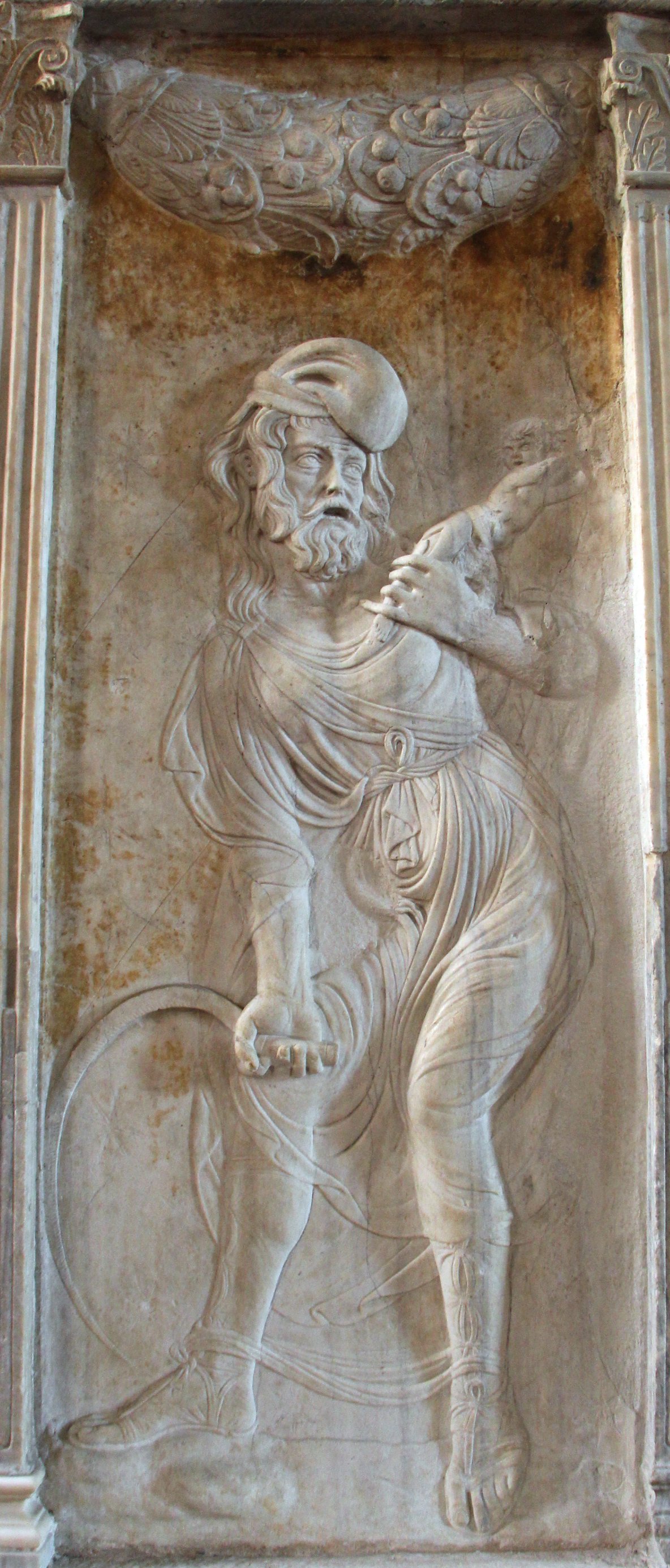
Bajorrelieve de Agostino di Duccio en la Capilla de los Planetas del Templo Malatesta de Rímini, que representa a Saturno, el astro que gobierna el sábado, día que antaño se consideraba de mala suerte, pero que podía facilitar una renuncia o una privación.

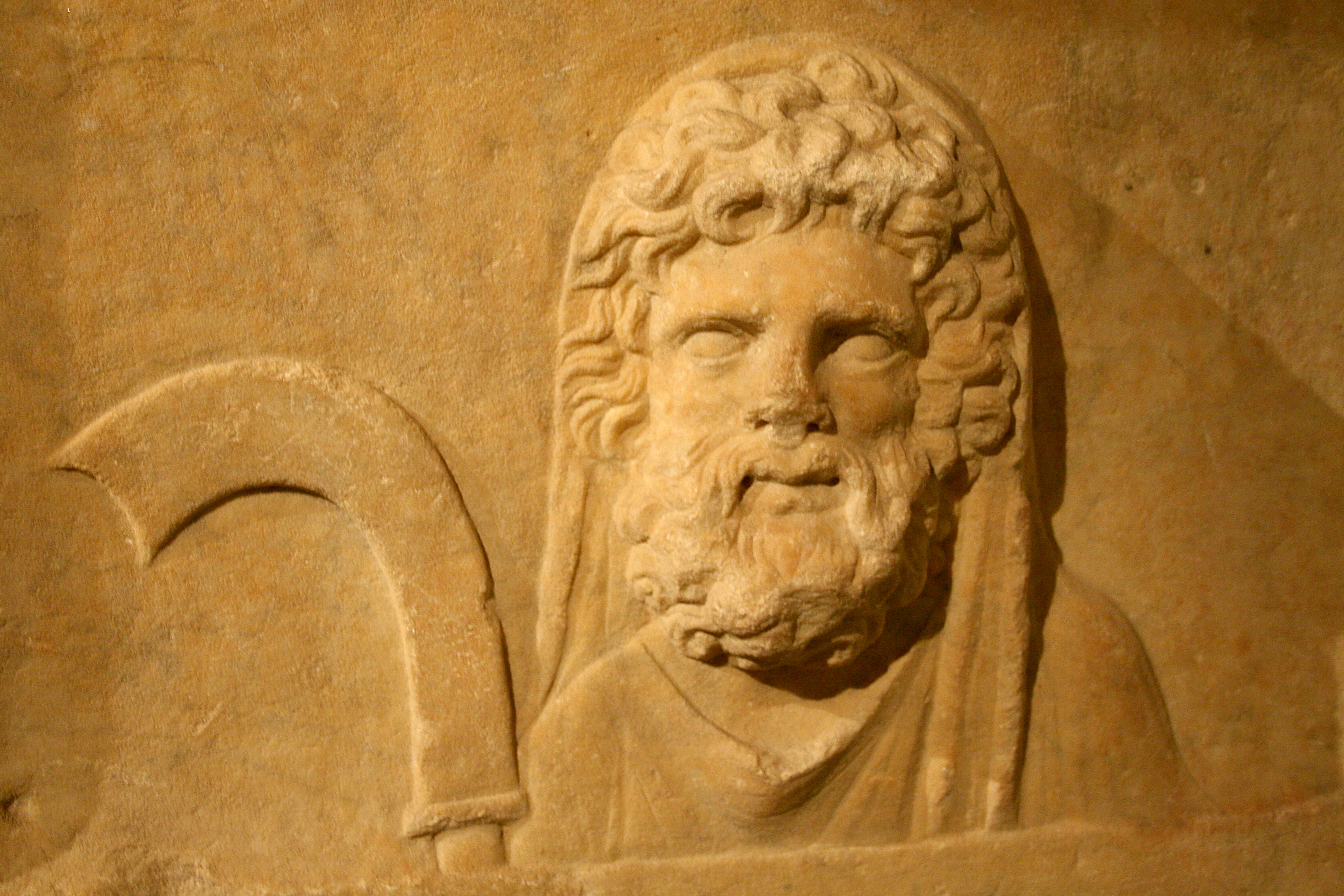
Bajorrelieve que representa al dios Saturno, obra romana. Detalle del lado derecho del altar dedicado al dios Malakbel y a los dioses de Palmira.

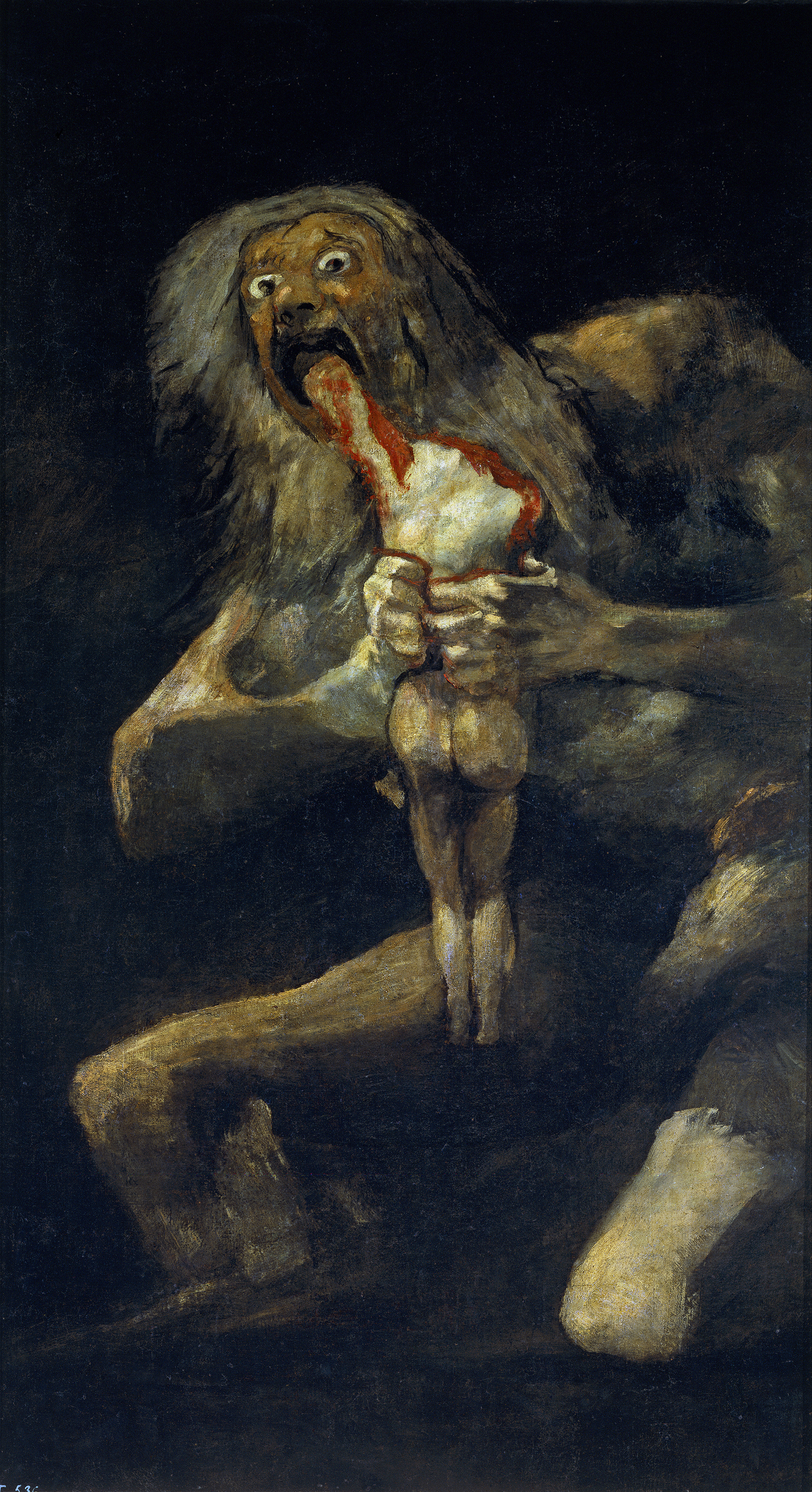
Saturno devorando a su hijo, Francisco de Goya.

El sábado se representa históricamente con los rasgos iconográficos de Cronos o Saturno, el dios primordial que dio origen al tiempo, a menudo provisto de una hoz, símbolo del trabajo industrioso, pero que también lo convierte en un dios de la muerte. En la Sala de Artes Liberales y Planetas del Palacio Trinci de Foligno, el sábado corresponde a la edad de madurez entre los siete períodos de la vida humana.